# Laxmipur (Ilam)
Laxmipur – gaun wikas samiti we wschodniej części Nepalu w strefie Meći w dystrykcie Ilam. Według nepalskiego spisu powszechnego z 2001 roku liczył on 1692 gospodarstw domowych i 9020 mieszkańców (4477 kobiet i 4543 mężczyzn).